# Угрюмовский сельский округ
Угрюмовский сельский округ — упразднённая административно-территориальная единица, существовавшая на территории Домодедовского района Московской области в 1994—2006 годах.
Угрюмовский сельсовет возник в первые годы советской власти возник. По состоянию на 1921 год он входил в Бавыкинскую волость Серпуховского уезда Московской губернии.
24 марта 1924 года Бавыкинская волость была присоединена к Лопасненской волости.
В 1926 году Угрюмовский с/с включал деревни Бортнево и Угрюмово, а также лесную сторожку.
В 1929 году Угрюмовский с/с был отнесён к Лопасненскому району Серпуховского округа Московской области.
14 июня 1954 года к Угрюмовскому с/с был присоединён Максимиховский сельсовет.
15 июля 1954 года Лопасненский район был переименован в Чеховский район.
3 июня 1959 года Чеховский район был упразднён и Угрюмовский с/с был передан в Подольский район.
1 февраля 1963 года Подольский район был упразднён и Угрюмовский с/с вошёл в Ленинский сельский район. 11 января 1965 года Угрюмовский с/с был передан в восстановленный Подольский район.
13 мая 1969 года Угрюмовский с/с был передан в новый Домодедовский район, но с подчинением Домодедовскому городскому совету депутатов трудящихся и его исполнительному комитету.
Решением Московской областной Думы от 3 февраля 1994 года и решением Домодедовской районной Думы от 21 сентября 1994 года Угрюмовский с/с был преобразован в Угрюмовский сельский округ.
В ходе муниципальной реформы 2005 года Угрюмовский сельский округ прекратил своё существование как муниципальная единица. При этом все его населённые пункты были переданы в городской округ Домодедово.
29 декабря 2006 года Угрюмовский сельский округ исключён из учётных данных административно-территориальных и территориальных единиц Московской области.
| № | Населённый пункт | Тип населённого пункта | Население (2002) |
| - | ---------------- | ---------------------- | ---------------- |
| 1 | Бортнево         | деревня                | ↘12              |
| 2 | Ведищево         | деревня                | ↗6               |
| 3 | Добрыниха        | село                   | ↘848             |
| 4 | Лониха           | деревня                | →5               |
| 5 | Максимиха        | деревня                | ↘11              |
| 6 | Сокольниково     | деревня                | ↗14              |
| 7 | Степыгино        | деревня                | ↗525             |
| 8 | Угрюмово         | деревня                | ↘8               |
| 9 | Щеглятьево       | деревня                | ↘28              |